# Psellidotus maculifrons
Psellidotus maculifrons är en tvåvingeart som först beskrevs av Walker 1849.  Psellidotus maculifrons ingår i släktet Psellidotus och familjen vapenflugor. Inga underarter finns listade i Catalogue of Life.